# Dallas–Fort Worth metroplex
A Dallas–Fort Worth metroplex, hivatalos nevén Dallas-Fort Worth-Arlington az Amerikai Egyesült Államok Menedzsment és Költségvetési Hivatala által, az Amerikai Egyesült Államok Texas államának és az Egyesült Államok déli részének legnépesebb statisztikai nagyvárosi területe, amely 11 megyét foglal magában. Történelmileg meghatározó központi városai Dallas és Fort Worth, Észak-Texas gazdasági és kulturális központja. A terület lakói DFW (a Dallas/Fort Worth nemzetközi repülőtér kódja) vagy Metroplex néven is emlegetik. A Dallas-Fort Worth-Arlington nagyvárosi statisztikai terület lakossága 7 637 387 fő volt az Egyesült Államok Népszámlálási Irodájának 2020-as népszámlálása szerint, ezzel a negyedik legnagyobb nagyvárosi terület az Egyesült Államokban és a tizenegyedik legnagyobb az amerikai kontinensen. 2016-ban a Dallas-Fort Worth metropoliszövezetben volt a legnagyobb éves népességnövekedés az Egyesült Államokban. 2023-ra az U.S. Census Bureau becslése szerint a Dallas-Fort Worth metropoliszövezet népessége 8 100 037 főre nőtt, ami a legnagyobb számszerű növekedés az Egyesült Államok metropoliszterületei közül.
A Szilícium Préri néven is emlegetett metropoliszrégió gazdasága elsősorban a banki, kereskedelmi, biztosítási, távközlési, technológiai, energetikai, egészségügyi, orvosi kutatási, szállítási, gyártási és logisztikai tevékenységeken alapul. 2022-től Dallas-Fort Worth 23 Fortune 500 vállalatnak ad otthont, ami a negyedik legnagyobb Fortune 500 vállalat-koncentráció az Egyesült Államokban New York City (62), Chicago (35) és Houston (24) mögött. 2016-ban a metropolisz gazdasága megelőzte Houston-t, Texas második legnagyobb metropoliszát, és a negyedik legnagyobb lett az Egyesült Államokban. A Dallas–Fort Worth metroplex 2020-ban valamivel több mint 620,6 milliárd amerikai dolláros GDP-vel büszkélkedhetett (bár a két metroplex a GDP-felvétel kezdete óta többször is helyet cserélt). 2019-től, ha a metroplex szuverén állam lenne, a világ huszadik legnagyobb gazdaságával rendelkezne. 2015-ben az agglomerációs metropolisz a kilencedik legnagyobb gazdaság lenne, ha az Egyesült Államok állama lenne. 2020-ban Dallas-Fort Worth a 36. legjobb nagyvárosi területnek minősült a STEM szakemberek számára az Egyesült Államokban.
A Dallas–Fort Worth metroplexusban található a legtöbb főiskola és egyetem Texasban. Az UT Southwestern Medical Center hat Nobel-díjasnak ad otthont, és az orvosbiológiai tudományok terén az egészségügyi intézmények között a világ első helyén áll. A metroplex a második legnépszerűbb metropolisz a megatemplomok számára Texasban (a Greater Houston metropoliszterület után), az Egyesült Államok legnagyobb keresztény nagyvárosi statisztikai területének számít és 2005 óta az egyik legnagyobb LMBT közösséggel rendelkezik Texasban.

## Főbb települések

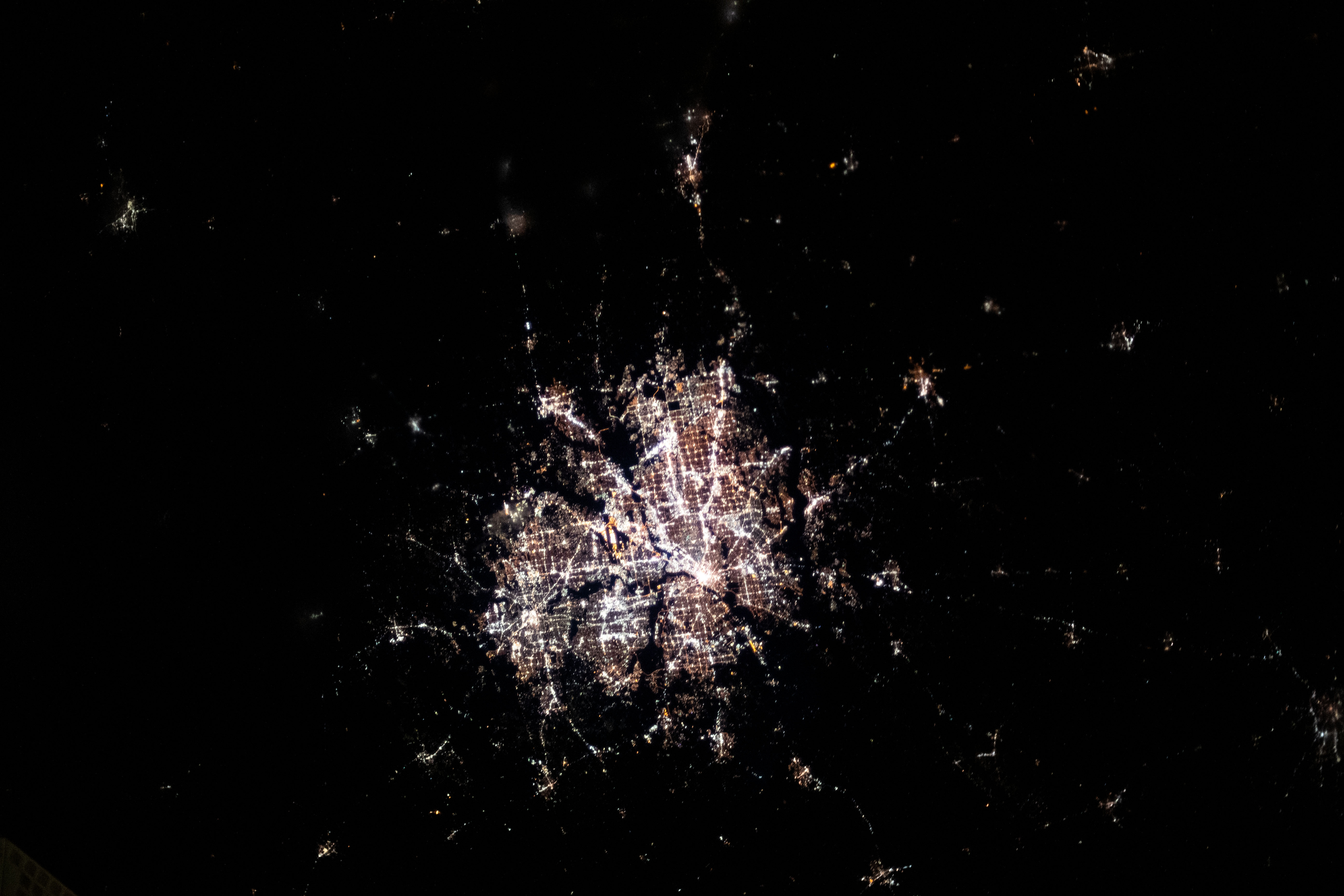
2020. január 3: A Nemzetközi Űrállomás 260 mérfölddel Texas középső része felett keringett, amikor ez az éjszakai felvétel készült Dallas-Fort Worth metropolisz térségéről

A következő városok és települések a North Central Texas Council of Governments legfrissebb népességbecslése (2022. július 1-jei állapot szerint) alapján vannak kategorizálva. A Statisztikai településekre (CDP-k), amelyeket csillaggal (*) jelölünk, nem adunk népességbecsléseket. Ezeket a helyeket a 2020-as népszámlálási népességük alapján kategorizálják.

### 100 000-nél több lakosú települések

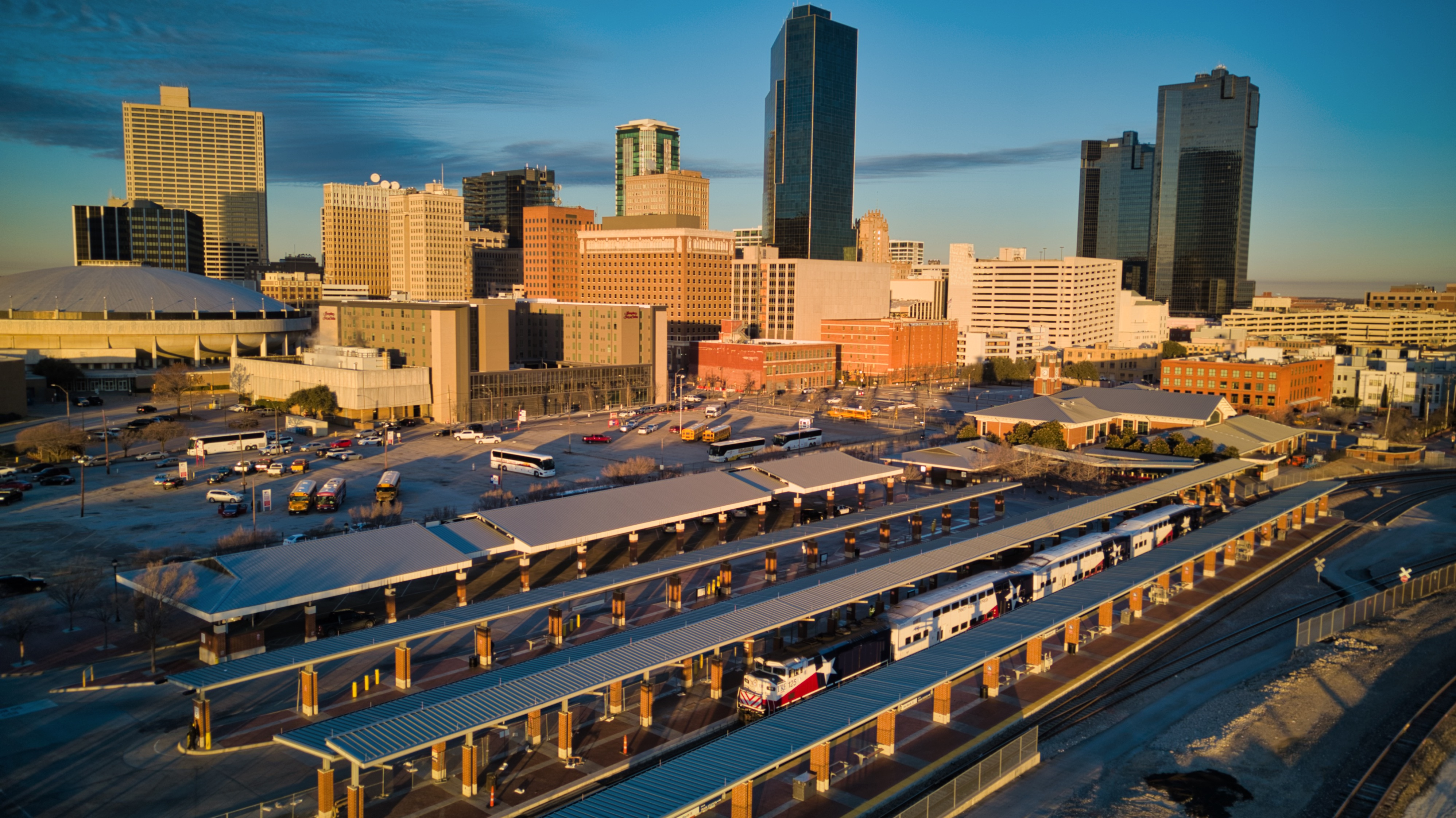
Fort Worth belvárosa

Az Egyesült Államok Menedzsment- és költségvetési iroda által „fő városoknak” nevezett helyek dőlt betűvel vannak szedve.
1 000 000+
- Dallas (1 299 544)

500 000–999 999
- Fort Worth (956 709)

200 000–499 999
- Arlington (394 602)
- Plano (289 547)
- Irving (254 715)
- Garland (240 854)
- Frisco (219 587)
- McKinney (207 507)
- Grand Prairie (201 843)

100 000–199 999
- Denton (150 353)
- Mesquite (147 899)
- Carrollton (133 820)
- Lewisville (131 215)
- Richardson (118 802)
- Allen (111 551)

### 10 000-99 999 lakosú települések
- Addison
- Anna
- Azle
- Balch Springs
- Bedford
- Benbrook
- Burleson
- Cedar Hill
- Celina
- Cleburne
- Colleyville
- Coppell
- Corinth
- Crowley
- DeSoto
- Duncanville
- Ennis
- Euless
- Fairview
- Farmers Branch
- Fate
- Flower Mound
- Forest Hill
- Forney
- Glenn Heights
- Granbury
- Grapevine
- Greenville
- Haltom City
- Heath
- Highland Village
- Hurst
- Keller
- Lancaster
- Little Elm
- Mansfield
- Melissa
- Midlothian
- Mineral Wells (részben)
- Murphy
- North Richland Hills
- Princeton
- Prosper
- Red Oak
- Rendon*
- Rockwall
- Rowlett
- Royse City
- Sachse
- Saginaw
- Seagoville
- Southlake
- Terrell
- The Colony
- Trophy Club
- University Park
- Watauga
- Waxahachie
- Weatherford
- White Settlement
- Wylie

### Kevesebb, mint 10 000 lakosú települések
- Aledo
- Alma
- AAlvarado
- Alvord
- Annetta North
- Annetta South
- Annetta
- Argyle
- Aubrey
- Aurora
- Bardwell
- Bartonville
- Blue Mound
- Blue Ridge
- Boyd
- Briar*
- Briaroaks
- Bridgeport
- Caddo Mills
- Campbell
- Celeste
- Chico
- Cockrell Hill
- Combine
- Commerce
- Cool
- Cooper
- Copper Canyon
- Corral City
- Cottonwood
- Covington
- Crandall
- Cresson (partial)
- Cross Roads
- Cross Timber
- Dalworthington Gardens
- Decatur
- DeCordova
- Dennis
- DISH
- Double Oak
- Eagle Mountain*
- Edgecliff Village
- Everman
- Farmersville
- Ferris
- Garrett
- Glen Rose
- Godley
- Grandview
- Grays Prairie
- Gun Barrel City
- Hackberry
- Haslet
- Hawk Cove
- Hebron
- Hickory Creek
- Highland Park
- Hudson Oaks
- Hutchins
- Italy
- Itasca
- Josephine
- Joshua
- Justin
- Kaufman
- Keene
- Kemp
- Kennedale
- Knollwood
- Krugerville
- Krum
- Lake Bridgeport
- Lake Dallas
- Lake Worth
- Lakeside
- Lakewood Village
- Lavon
- Leonard
- Lincoln Park
- Lone Oak
- Lowry Crossing
- Lucas
- Mabank (partial)
- Maypearl
- McLendon-Chisholm
- Milford
- Millsap
- Mobile City
- Nevada
- New Fairview
- New Hope
- Newark
- Neylandville
- Northlake
- Oak Grove
- Oak Leaf
- Oak Point
- Oak Ridge
- Ovilla
- Palmer
- Pantego
- Paradise
- Parker
- Pecan Acres*
- Pecan Hill
- Pelican Bay
- Pilot Point
- Ponder
- Post Oak Bend City
- Providence Village
- Quinlan
- Reno
- Rhome
- Richland Hills
- Rio Vista
- River Oaks
- Roanoke
- Rosser
- Runaway Bay
- Saint Paul
- Sanctuary
- Sanger
- Sansom Park
- Scurry
- Shady Shores
- Springtown
- Sunnyvale
- Talty
- Union Valley
- Van Alstyne (partial)
- Venus
- West Tawakoni
- Westlake
- Weston
- Westover Hills
- Westworth Village
- Willow Park
- Wilmer
- Wolfe City

### Statisztikai települések
- Ables Springs
- Acton
- Avalon
- Avondale
- Bolivar
- Brock
- Cash
- Copeville
- Elizabethtown
- Elmo
- Floyd
- Forreston
- Garner
- Greenwood
- Heartland
- Ike
- Lantana
- Lillian
- Merit
- Paloma Creek
- Peaster
- Poetry
- Poolville
- Rockett
- Sand Branch
- Savannah
- Slidell
- Telico
- Westminster
- Whitt
- Trumbull